# Vladimír Novák (judista)
Vladimír Novák (* 16. dubna 1948 Klatovy – 12. října 2017 Praha) byl československý mistr bojových umění (6. Dan, SZJu) české národnosti, profesionální trenér juda a bývalý zápasník–judista, účastník olympijských her v roce 1976.

## Sportovní kariéra
Pocházel ze sportovní rodiny – otec hrál závodně tenis. Narodil se v Klatovech, ale vyrůstal v Karlových Varech. S judem začínal v roce 1964 u trenéra Antonína Juštíka v judistickém oddíle Rudé hvězdy. Jako chlapec se věnoval silniční cyklistice, ale po olympijských hrách v Tokiu v roce 1964 u něho zvítězilo judo, když viděl na obrázcích vítězícího Antona Geesinka.

### Komplikace s vojenskou službou
Poprvé na sebe výrazně upozornil v roce 1967. Po úspěšném vystoupení na velké ceně v Jablonci nad Nisou dostal nabídku od Jiřího Synka nastoupit na podzim základní vojenskou službu v Dukle Plzeň, při které bylo situováno armádní judistické družstvo. Nabídku přijal a v listopadu získal za Duklu Plzeň svůj první republikový titul v těžké váze nad 93 kg. Armádní judistický oddíl však čekalo od ledna 1968 stěhování na Slovensko do Banské Bystrice. Představenstvo sportovní organizace TJ Rudá hvězda již dříve nesouhlasilo s jeho zařazení do armádního družstva, protože při TJ Rudá hvězda v Českých Budějovicích byla od roku 1967 nově zřízena sportovní rota. Přes ministerstvo vnitra (MV) byla na ministerstvo obrany (MO) podána žádost na jeho přeřazení do Českých Budějovic, kterou MO schválilo a od ledna tak byl převelen do sportovní roty Rudé hvězdy v Českých Budějovicích.

### Voják z povolání v Banské Bystrici, první mistrovství Evropy
V roce 1969 reprezentoval Československo poprvé na květnovém mistrovství Evropy v belgickém Ostende. V polotěžké váze do 93 kg nestačil v úvodním kole na srbského Jugoslávce Radovana Krajnoviće a v kategorii bez rozdílu vah byl vyřazen v úvodním kole domácím Belgičanem Martinem Segersem. Na podzim se vrátil z vojny a přestoupil za lepšími tréninkovými podmínkami, vojenskou hodností a příslibu vlastního bytu do Banské Bystrice. V prosinci získal svůj další republikový titul již v barvách Dukly Banská Bystrica.
V Banské Bystrici se časem oženil. Manželka Ľubica pracovala jako projektantka n.p. Československé státní lesy. Měli spolu dvě dětí – dcera Ľubica se věnovala závodně sjezdovému lyžování a syn narozený v roce 1984/5. Jako voják z povolání dostal slíbený byt. Během několika let se zlepšily i tréninkové podmínky – nová tréninková hala, posilovna, sauna. V Karlových Varech se vyučil se elektromontérem. V Banské Bystrici si po večerech dodělával maturitu na střední průmyslové škole elektrotechnické – maturoval v roce 1975. V roce 1976 si podal přihlášku na pražskou FTVS.
Na květnovém mistrovství Evropy ve východním Berlíně v roce 1970 zaznamenal první výrazný úspěch na mezinárodní scéně. Ve váhové kategorii vypadl v úvodním kole, ale další den v kategorii bez rozdílu vah postoupil přes Dána Christoffersena, Poláka Bogdana Krawczyka a Sověta Vladimira Saunina do semifinále základního pavouku, ve kterém prohrál s Nizozemcem Willemem Ruskou. V opravném pavouku prohrál s domácím východním Němcem Klausem Hennigem a obsadil dělené 5. místo.
V roce 1971 pokračoval v nastoleném trendu, sezónu mu však pokazila úřednická chyba. Byl nominován na květnové mistrovství Evropy ve švédském Göteborgu, ale při odjezdu se dozvěděl, že víza pro vstup do Švédska byla omylem vystavena na jeho skorojmenovce fotbalového trenéra Ladislava Nováka. Důvod proč na mistrovství Evropy neodjel nebyl v dobovém tisku rozebírán. Šlo o důsledek komplikovaných poměrů (kádrové čistky) na ÚV ČSTV v době po roce 1968.

### Olympijský rok 1972
Na olympijskou sezónu 1972 se připravoval již pod dohledem nového reprezentačního trenéra Ludvíka Wolfa. Na dubnovém mistrovství republiky však po delší době prohrál ve finále polotěžké váhy do 93 kg se svým sparingpartnerem Václavem Šístek. Pro účast na olympijských hrách v Mnichově byl ÚV ČSTV stanovený limit umístění do 5. místa na květnovém mistrovství Evropy v nizozemském Voorburgu. Limit nesplnil, prohrál v úvodním kole se Sovětem Jevgenijem Soloduchinem.

### Přestup mezi těžké váhy (1974) a první velká medaile
V poolympijské sezóně  1973 ho limitovalo první větší zranění, natržený sval. Na domácím mistrovství republiky skončil v polotěžké váze až na třetím místě a do kategorie bez rozdílu vah nenastoupil. Přesto mu trenér Ludvík Wolf v nominaci věřil, že se dá dohromady na květnové mistrovství Evropy v Madridu. V Madridu prohrál v úvodním kole polotěžké váhy s Nizozemcem Vicentem Bootem. V červnu opět chyběl v nominaci na mistrovství světa, letos ve švýcarském Lausanne. 
Na podzim se rozhodl s trenérem Jiřím Synkem změnit dlouho zavedený systém tréninku. Postupně nabíral svalovou hmotu a od roku 1974 startoval v těžké váze nad 95 kg. Do polotěžké váhy shazoval dříve z důvodů své orientace na technické judo, které si jeho soupeři časem zažili a jeho levá uči-mata již mezi nimi nevzbuzovala obavy. Podle trenéra Ludvíka Wolfa potřeboval pro úspěch v těžké váze stabilizovat svoji tělesnou hmotnost na 108 kg. V květnu na mistrovství Evropy v roce 1974 v Londýně porazil ve čtvrtfinále těžké váhy na ippon obhájce titulu Španěla Santiaga Ojedu, v semifinále však zaváhal s Nizozemcem Chrisem Dolmanem a přes opravný pavouk obsadil nakonec dělené 5. místo. V kategorii bez rozdílu vah prohrál ve čtvrtfinále s gruzínským Sovětem Šotou Čočišvilim.
Změna váhové kategorie se ukázala jako krok kupředu mezi evropskou judistickou špičku. Na podzim 1974 bylo po reorganizaci v Dukle Banská Bystrica zřízeno armádní středisko vrcholového sportu (ASVŠ) kam nastoupil jako mladší trenér Ludvík Wolf. Jejich dlouhodobá spolupráce začala přinášet úspěchy. Na květnové mistrovství Evropy ve francouzském Lyonu se připravoval se sovětskými judisty v Kyjevě (Sergej Novikov a další) a také ve Francii pod vedením Jacquese Norise s olympijským medailistou Angelo Parisim. V těžké váze nad 93 kg prohrál v semifinále s ukrajinským Sovětem Sergejem Novikovem, ale v opravném pavouku v souboji o třetí místo porazil na ippon Španěla Santiaga Ojedu a získal bronzovou medaili. V kategorii bez rozdílu vah nastupoval další den s nataženým tříslem a ve svém úvodním zápase prohrál s gruzínským Sovětem Givi Onašvilim. Onašvili ho svým postupem do finále vytáhl do opravného pavouku, přes který se probojoval do souboje o třetí místo proti Nizozemci Peteru Adelaarovi. Vyrovnaný zápas prohrál na pasivitu (vyšší počet trestů) a obsadil dělené 5. místo. Medaile z mistrovství Evropy po deseti letech zvedla zájem médii o československé judo s blížícími se olympijskými hrami. Přípravu na říjnové mistrovství světa ve Vídni absolvoval v Sovětském svazu a v KLDR. Podle trenéra Wolfa mělo soustředění v KLDR simulovat přípravu na asijské (japonské) judo, se kterým neměli českoslovenští judisté na vrcholové úrovni mnoho zkušeností. V říjnu startoval poprvé ve svých 27 letech na mistrovství světa. V těžké váze nad 93 kg prohrál ve druhém zápase na praporky (hantei) s Francouzem Rémi Berthetem a v kategorii bez rozdílu vah ho zastavil ve čtvrtfinále východní Němec Dietmar Lorenz na nižší počet trestů za pasivitu. Lorenz prohrál v semifinále a tím padla šance na pěkný výsledek (nejhůře 5. místo) v opravách.

### Olympijské hry 1976 a příprava v Japonsku
V olympijském roce 1976 se podařilo poprvé v historii zajistit pro československého judistu vrcholovou přípravu (tréninkový kemp) v kolébce juda v Japonsku. Na pozvánku sportovního manažera japonské reprezentace Isaa Okana odjel s trenérem Ludvíkem Wolfem vlakem přes Moskvu do Vladivostoku a odtud lodí do Jokohami a následně autem do Tokia. V Jokohamě je čekal vedle Okana i německý judista Klaus Glahn. Připravoval se na třech místech po dobu jednoho měsíce – v Kódókanu, v hale policejního klubu, na univerzitě Meidži (Meiji Daigaku) a univerzitě Ničidai (Nihon Daigaku). Jeho průvodcem přípravou byl určen japonský reprezentant Takafumi Ueguči. Třikrát v týdnu jel dvoufázový trénink. Vstával před 6 h ranní, první byla rozcvička s Uegučim – běh a posilování s partnerem na schodech, od 10h do 11:30 randori v policejním klubu s Sumio Endem, Čónosukem Takagim, Isamu Sonodou, Kazuo Jošimurou a dalšími pod dohledem Šinobu Sekineho. Po obědě následoval trénink od 15 h do 18 h na univerzitě v Meidži nebo Ničidai. V Meidži vedl tréninky Kacugi Seki a při randori se setkával s Masatoši Šinomakim, Haruki Uemurou nebo Takao Kawagučim. Dva dny v týdnu jel jednofázový trénink s dopolední posilovnou v Kódókanu. Vedle Japonců měl možnost trénovat s dalšími evropskými výpravami z Německa, Francie, Belgie, Španělska, SSSR, Polska, Spojeného království nebo Švýcarska jejichž trenér Frédéric Kyburz mluvil plynně japonsky. V tréninkové hale (dódžó) univerzity Ničidai byly skromné podmínky pro trénink. Dódžó bez vytápění s okny bez skel, ale se silným tréninkovým duchem. Trenéra Ludvíka Wolfa za celý pobyt v Japonsku překvapilo kolik judistů z Evropy a Ameriky zde sbírá zkušenosti a to v početných výpravách. Sám Novák si z přípravy odnesl lepší obranu proti určitým chvatům a zdokonalil pojetí boje proti mimořádně rychlým soupeřům. Cítil se psychicky silnější v situacích za bodového vedení nebo naopak při potřebě otočit nepříznivě se vyvíjející zápas. Všiml si, že dospělí japonští judisté netrénují tolik nástupy do chvatů uči-komi (česky: pasování, křížkování), ale mají je perfektně vžité což byl důsledek metodické přípravy v mládežnickém věku. Velkou nevýhodu československého juda spatřoval v stereotypu sparingpartnerů – v ASVŠ se pral stále se stejnými lidmi. Japonští judisté měli naopak velký výběr sparingpartnerů různé výkonnostní třídy a všiml si, že ti nejlepší naopak preferovali randori s průměrnými judisty nebo dokonce se začátečníky – špičkoví japonští judisté se prakticky mezi sebou neprali (neutkávali). Také se naučil lépe psychicky zvládat bolest z drobných zranění. 
Po návratu z Japonska ho čekal start na květnovém mistrovství Evropy v Kyjevě. Ještě týden před začátkem mistrovství se necítil po náročné přípravě v Tokiu a domácí reaklimatizaci dobře. V těžké váze nad 93 kg porazil v úvodním kole mistrovství Evropy srbského Jugoslávce Radomira Kovačeviće, v dalším kole ho však v boji na zemi přepral gruzínský Sovět Givi Onašvili. V opravách porazil Francouze Jean-Pierra Tripeta, ale z obou stran pasivně vedený zápas o třetí místo s Maďarem Mihályem Petrovszkim nezvládl. Po porážce na tresty obsadil dělené 5. místo. Trenér Wolf porážku tradičně omlouval poukazováním na chyby rozhodčích. Náladu si spravil na druhý den v kategorii bez rozdílu vah. V úvodním kole porazil srbského Jugoslávce Pavle Bajčetiće na dvě koka, v dalších kolech Poláka Dariusze Nowakowského na juko a Belgičana Jeana Nicolase na tři koka. Ve čtvrtfinále otočil zápas proti východnímu Němci Raineru Kohlovi v poslední minutě vítězstvím na ippon (levá učimata). V semifinále vybodoval gruzínského Sověta Džibila Nižaradzeho a ve finále prohrál na juko s ruským Sovětem Avelem Kazačenkovem. Obsadil 2. místo a získal historicky první stříbrnou medaili pro československé judo.
Jeho běžný tréninkový den začínal kolem půl sedmé ráno kondiční rozcvičkou. Ta zahrnovala běh s častými změnami rychlosti běhu. Tyto náhle změny rychlosti pomáhaly mentálně rychlému rozhodování při zápasech. Běhy do schodů s partnerem na zádech či bez. Zvedání partnera z náruče k ramenům představovalo napodobení obrany a správné držení těla. Následovalo randori a posilovna. Novák nepatřil mezi silové judisty. Dřepy dělal s 140 kg činkou, pro lepší kumikatu (způsob úchopu) byl vhodný cvik třiceti předpažení s 30 kg činkou v rychlém tempu. Jeho oblíbeným cvikem bylo klasické přemisťování činky (vzpěračský trh).
Na olympijské hry v Montreálu odlétal v červenci společně se vzpěrači, volnostylaři, atlety a kanoisty. Judistickou společnost mu dělal pouze trenér Ludvík Wolf a v tomto směru byl v značné nevýhodě proti judistům ze silných (početnějších) týmů. Zpočátku neměl v Montreálu s kým trénovat. Představa funkcionářů ÚV ČSTV, že si vyhoví při randori s trenérem byla pouze v omezené míře. V plné síle s ním randori jít nemohl. Nakonec se podařilo po pár dnech domluvit sparing s reprezentantem východního Německa Dietmarem Lorenzem. Los v těžké váze měl papírově hratelný na finále a olympijskou medaili. Všichni jeho rivalové (Maďar, Jugoslávec, Polák) a hlavní favorité (Japonec, Sovět, Francouz, Brit) byli natlačení v druhé skupině pavouku. V úvodním kole těžké váhy porazil Fina Markku Airio na juko, ale v dalším kole nečekaně prohrál s Rakušanem Klausem Wallasem. Rakušan využil jeho zaváhání dvě minuty před koncem kontratechnikou za juko a bodový náskok do konec zápasu nepustil. Nejtěžší porážku ve své sportovní kariéře se snažil napravit za pár dní v soutěži bez rozdílu vah. V úvodním kole porazil na body Kanaďana Thomase Greenwaye a ve druhém na ippon učimatou Američana Jamese Wooleye. Ve čtvrtfinále však prohrál na body s Šotou Čočišvilim ze Sovětského svazu. Čočišvili prohrál v semifinále na praporky s Japoncem Haruki Uemurou a tím pro něho padla šance bojovat o 3. místo v opravách.

### Trápení se zraněními (1977-1979)
Poolympijská sezona 1977 pro něho nezačala dobře. Vážné zranění z března ho připravilo o start na květnovém mistrovství Evropy v německém Ludwigshafenu. Přes léto se však dostal opět do formy, kterou potvrdil druhým místem na srpnové velké ceně Varšavy. Na následujícím turnaji o Hornický pohár v Ostravě si však při nekoordinovaném pádu v zápase s Milošem Kováčikem opět vykloubil problémový loket. Trenér Ludvík Wolf následně vyloučil jeho start na blížícím se zářijovém mistrovství světa v Barceloně – mistrovství světa bylo z politických důvodů později zrušeno.
V březnu 1978 podruhé odcestoval do Japonska na tréninkový kemp. Společnost mu dělal trenér Michal Vachun, bystrický Jaroslav Kříž a pražský vysokoškolák Jan Štěpánek. Na květnovém mistrovství Evropy v Helsinkách postoupil ze základní skupiny v těžké váze nad 95 kg do čtvrtfinále, ve kterém prohrál s Francouzem Jean-Luc Rougéem a obsadil dělené 7. místo. V kategorii bez rozdílu vah postoupil do semifinále, kde ho podobně jako v těžké váze čekal Francouz Rougé. Remízový pasivní zápas prohrál rozhodnutím rozhodčích na praporky (hantei). V opravách v souboji o třetí místo mu vrátil porážku po dvou letech Džibilo Nižaradze ze Sovětského svazu. Obsadil dělené 5. místo.
Z kraje roku 1979 se podrobil operaci kolene, ale na květnové mistrovství Evropy v Bruselu se stihl připravit. V těžké váze nad 95 kg postoupil ze skupiny do čtvrtfinále, ve kterém prohrál s Vitalijem Kuzněcovem. V opravách v souboji o třetí místo prohrál s Nizozemcem Peterem Adelaarem a obsadil dělené 5. místo. V kategorii bez rozdílu vah nepostoupil ze základní skupiny do čtvrtfinále. V červenci a srpnu startoval na Spartakiádě národů SSSR. V silné konkurenci sovětských judistů se mu nedařilo. V těžké váze nad 95 kg ho v rané fázi pavouku vyřadil Šota Čočišvili. V kategorii bez rozdílu vah si v zápase s Hamletem Lolašvilim obnovil zranění kolene a zápas pro bolesti skrečoval (kiken-gači). Na podzim s ním však trenéři reprezentace Michal Vachun a Ludvík Wolf počítali pro prosincové mistrovství světa v Paříži. Nebyl však ze zdravotních důvodu zařazen do týmu cestujícího v říjnu na soustředění do Japonska. Na mistrovství světa nakonec nestartoval. Trenér Michal Vachun jeho absenci omluvil neschopenkou od lékaře z důvodu přetrvávajících problémů s kolenem.

### Olympijský rok 1980 a konec sportovní kariéry
Do olympijského roku 1980 vstupoval s optimizmem. Dokázal nabrat svalovou hmotu na 113 kg. Těšil se na olympijské hry v Moskvě. V březnu 1980 ještě figuroval v širší nominaci, ale problémové koleno mu nedovolilo adekvátní přípravu směrem k letním olympijským hrám. V květnu se vzdal reprezentace a pomohl jako sparingpartner připravit oddílového kolegu Vladimíra Kocmana k zisku bronzové olympijské medaile.

### Výsledky
| Turnaj             | 1967            | 1968     | 1969                    | 1970                    | 1971                    | 1972                    | 1973                    | 1974              | 1975              | 1976              | 1977     | 1978     | 1979     |
| Turnaj             | 19              | 20       | 21                      | 22                      | 23                      | 24                      | 25                      | 26                | 27                | 28                | 29       | 30       | 31       |
| Turnaj             | těžká v.        | těžká v. | polotěžká váha (–93 kg) | polotěžká váha (–93 kg) | polotěžká váha (–93 kg) | polotěžká váha (–93 kg) | polotěžká váha (–93 kg) | těžká v. (+93 kg) | těžká v. (+93 kg) | těžká v. (+93 kg) | (+95 kg) | (+95 kg) | (+95 kg) |
| ------------------ | --------------- | -------- | ----------------------- | ----------------------- | ----------------------- | ----------------------- | ----------------------- | ----------------- | ----------------- | ----------------- | -------- | -------- | -------- |
| Olympijské hry     |                 |          |                         |                         |                         | —                       |                         |                   |                   | úč.               |          |          |          |
| Mistrovství světa  | —               |          | —                       |                         | —                       |                         | —                       |                   | úč.               |                   |          |          | —        |
| Mistrovství Evropy | —               | —        | úč.                     | úč.                     | DNS                     | úč.                     | úč.                     | 5.                | 3.                | 5.                | —        | 7.       | 5.       |
| Mistrovství ČSSR   | 1.              | 2.       | 1.                      | 1.                      | 1.                      | 2.                      | 3.                      | 1.                | 1.                | —                 | —        | —        | 1.       |
|                    | bez rozdílu vah |          |                         |                         |                         |                         |                         |                   |                   |                   |          |          |          |
| Olympijské hry     |                 |          |                         |                         |                         | —                       |                         |                   |                   | úč.               |          |          |          |
| Mistrovství světa  | —               |          | —                       |                         | —                       |                         | —                       |                   | úč.               |                   |          |          | —        |
| Mistrovství Evropy | —               | —        | úč.                     | 5.                      | DNS                     | —                       | —                       | úč.               | 5.                | 2.                | —        | 5.       | úč.      |
| Mistrovství ČSSR   | n/a             | 1.       | 1.                      | 1.                      | 1.                      | 1.                      | —                       | 1.                |                   |                   |          |          |          |

### Výroky a fráze
| „                                   | Především prohra ve mně nezanechává pocit zloby. Smířím se s nemilou skutečností, ale jen pro ten okamžik. Pak dělám vše pro to, abych příště uspěl. Už jsem vícekrát odešel poražen i rozdílným posouzením situace. Rozhodčí to, jednoduše řečeno, viděli jinak, ale říkám si, měl jsi je zcela přesvědčit neodiskutovatelným výkonem. Zkrátka jitření nervů neprospívá. V rozčilení lze mnohem snadněji udělat nenapravitelnou chybu. | “ |
| — Československý sport, 27. 5. 1977 | |   |

| „                                   | Judo je odvětví vyžadující střelhbitou reakci. Jen ten, kdo se v něm vyzná, je s to uvědomit si, ke kolika rozmanitým situacím došlo, jak se soupeři navzájem bránili rozhodujícímu chvatu, kde třeba naopak šanci, která se přímo okatě nabízela, propásli. | “ |
| — Československý sport, 22. 5. 1976 | |   |

| „                                   | Judo poskytuje obrovskou škálu variací. Mnohkrát se mi stane, že hodím soupeře na ippon, a teprve když leží na zemi, jsem schopen si představit, jak jsem toho vlastně dosáhl. | “ |
| — Československý sport, 22. 5. 1976 | |   |

| „                                  | Ve vrcholovém judu se může prosadit pouze závodník, který ovládá čtyřjediné a nerozlučitelné: techniku, sílu, taktiku a psychiku. Všechny přednosti se navzájem ovlivňují. Vědomí síly, která je takřka nejzbytnější složkou, podmiňuje použití nejtaktičtější techniky a pochopitelně zvedá i psychiku. | “ |
| — Zápisník č. 3 /1977, 27. 1. 1977 | |   |

| „                                   | Na přelomu šedesátých a sedmdesátých let se v reprezentačním judistickém koletivu kladl akcent na techniku – fyzička zůstavala stranou. Ovšem jak trénovat sílu jsme poznali až při společném tréninku s CSKA s níž máme družbu. Až od sovětských judistů jsme zjistili, co, a hlavně jak posilovat. | “ |
| — Československý sport, 11. 9. 1982 | |   |

## Trenérská práce
Po skončení sportovní kariéry v roce 1980 převzal roli mladšího trenéra v ASVŠ Dukla Banská Bystrica po Ludvíku Wolfovi. Medaile z mistrovství světa a Evropy 1981 Pavla Petřikova st. a Vladimíra Kocmana jsou do velké míry jeho zásluha. K jeho výrazným trenérským počinům patřilo také znovunastartování sportovní kariéry stagnujících judistů Jaroslava Kříže a  Stanislava Tůmy – oba pod jeho vedením vybojovali na sklonku sportovní kariéry medaili z mistrovství Evropy. Všichni jeho elitní svěřenci, ale přišli o možnost startovat na olympijských hrách v Los Angeles v roce 1984 ze známých politických důvodů (bojkot).
Rukama mu při základní vojenské službě prošla celá jedna generace československých judistů. Jen malé procentu z těchto judistů vojínů (ve velké většině Češi) se však rozhodlo na Slovensku po dvou letech zůstat. Důvodem byl mezi judisty nepopulární velitel ASVŠ Vladimír Kovačič (1982-1986). Na olympijských hrách v Soulu v roce 1988 neměla ASVŠ Dukla v judu svého zástupce.
Od roku 1985 procházela banskobystrická Dukla výkonnostní krizí, kterou řešila založením sportovního vrcholové středisko mládeže (SVS-M). Staršího trenéra Jiřího Synka vystřídal na pozici po třiceti letech Vladimír Procházka. V trenérské práci mu začal pomáhat Stanislav Tůma, který si vzal na starost lehké váhy. Výsledky na sebe nenechaly dlouho čekat. K jeho nejúspěšnějším svěřenců z přelomu osmdesátých a devadesátých let patřil Roman Karger nebo Milan Řezáč. Byl u začátku sportovní kariéry Semira Pepice.
Jeho práce v Dukle skončila po zániku Československa na podzim 1993. Důvodem byly organizační změny s nástupem nového staršího trenéra Jána Gregora st., pod jehož vedením nechtěli někteří slovenští judisté trénovat – Jozef Krnáč, jeho svěřenec Semir Pepic a další. V lednu 1994 se přestěhoval do Prahy, kde začal pracovat jako instruktor bojových umění (sportů) na střední policejní škole.